# Osemund
Der märkische Osemund war ein sehr weiches und zähes, gut schmiedbares Eisen.

## Herstellung und Verwendung

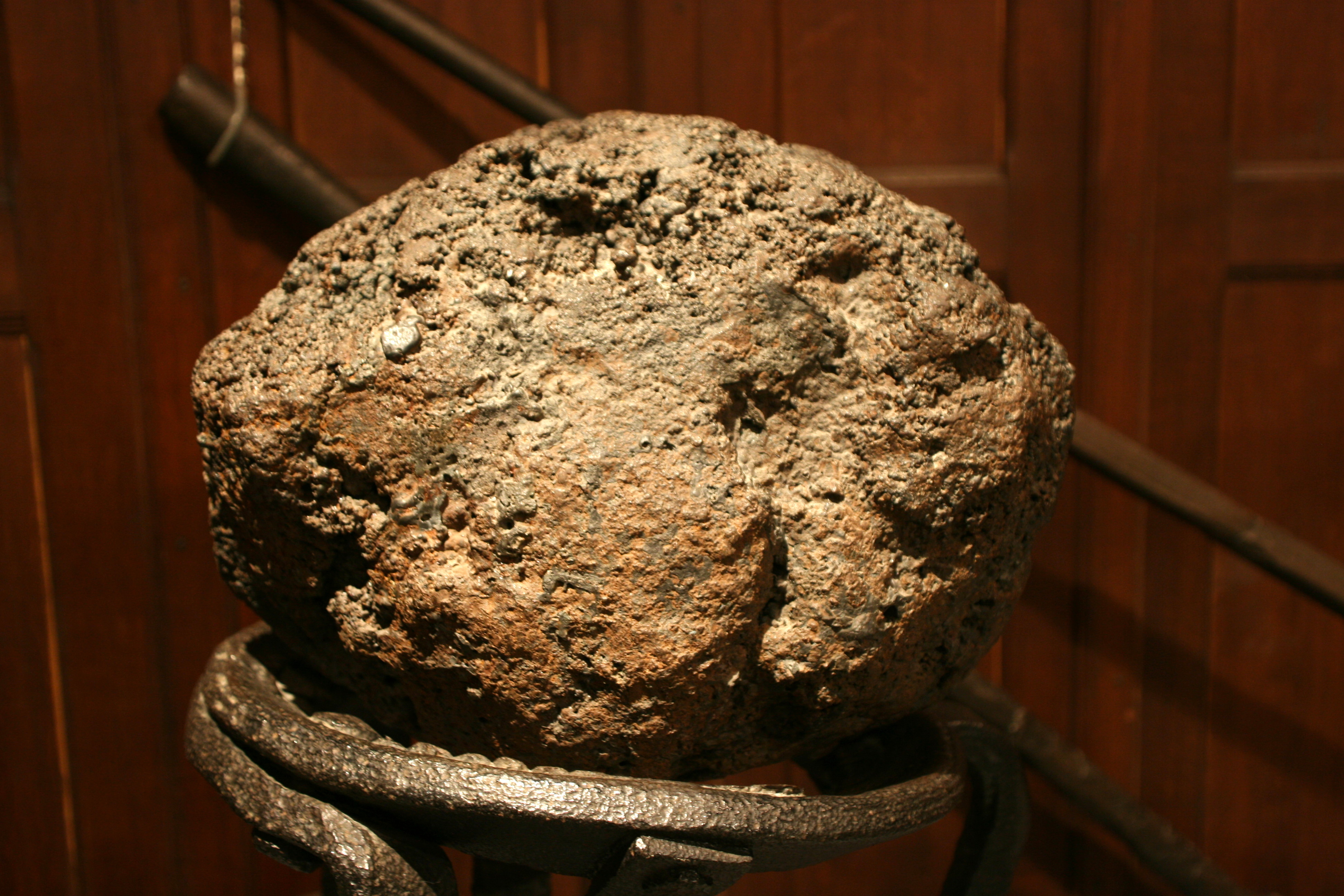
Klumpen Osemund im Museum der Burg Altena

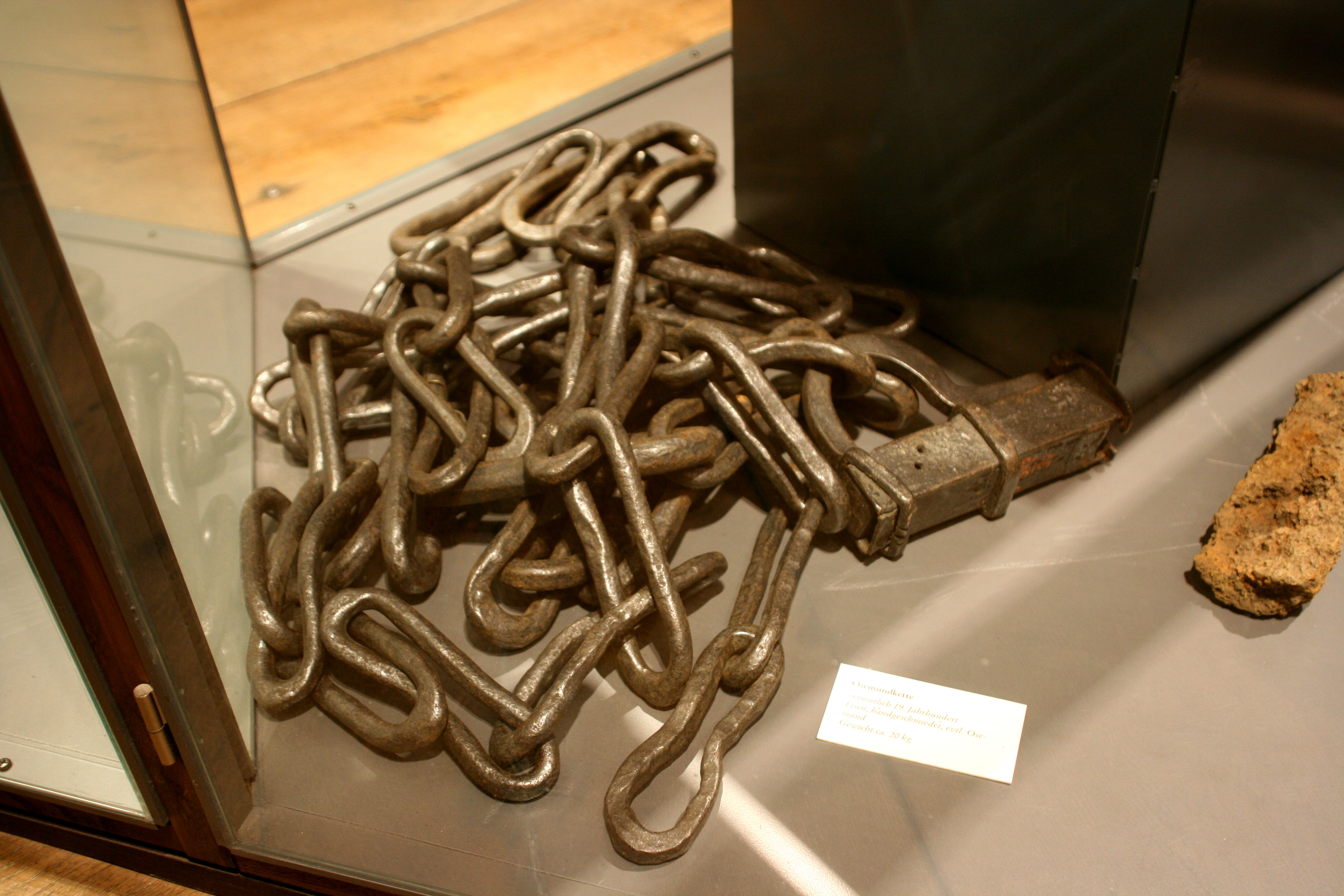
Aus Osemund gefertigte Kette

Das Eisen wurde während des Spätmittelalters und der Frühen Neuzeit durch mit Wasserkraft betriebene Hammerwerke hergestellt. Diese konzentrierten sich vor allem im ländlichen Bereich des Kirchspiels Lüdenscheid. Die Weiterverarbeitung erfolgte dann in den Städten.
Das Osemundeisen eignete sich besonders zum Drahtziehen. Erst auf der Basis dieses Vormaterials konnte sich die Drahtfabrikation in den Städten Lüdenscheid, Altena und Iserlohn entwickeln.
Das vorindustrielle Gewerbe geriet durch die industrielle Konkurrenz bereits gegen Ende des 18. Jahrhunderts in die Krise. Die Drahtherstellung verschwand bald nach dem Beginn des 19. Jahrhunderts vom Markt, während die Osemundproduktion sich teilweise noch bis zur Mitte des 19. Jahrhunderts halten konnte.

## Begriffsgeschichte
Mit der grundsätzlichen Deutung des Wortes Osemund haben sich viele Sprachforscher beschäftigt, jedoch ohne ein befriedigendes Ergebnis zu finden. Das Wort kommt bereits im 14. Jahrhundert vor, ohne dass seine geographische Herkunft eindeutig zuzuordnen wäre. Am nächsten liegt die Annahme, dass der Begriff aus dem nordischen, schwedischen Raum stammt, wo er vielleicht zuerst ein bestimmtes Erz, dann aber eine besondere Eisenqualität bezeichnete. Eine interessante Erklärung findet sich in einer Dissertation von Peter Saxholm aus dem Jahr 1725: das Wort Osemund leite sich von Asmuntz, dem Namen eines Sohnes des Riesen Gulla ab. Dieser Asmuntz würde in vielen sveogothischen Runenschriften genannt und gelte dort als Erfinder des Eisens.